# Венгерский язык

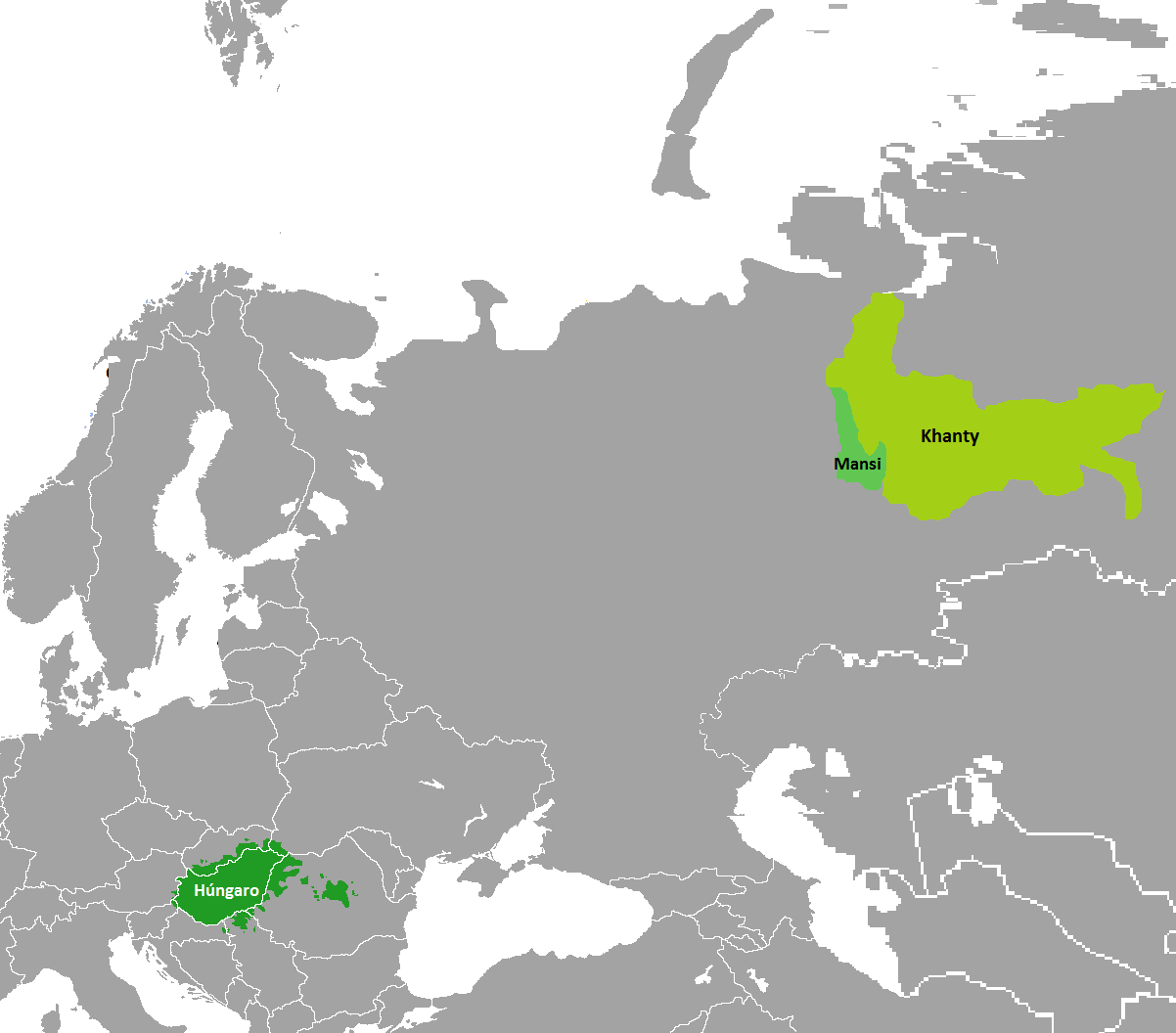
Географическое распространение угорских языков

Венге́рский язы́к (magyar, magyar nyelv [ˈmɒɟɒr ˈɲɛlv], устаревшее название — мадья́рский язык (от самоназвания венгров: magyarok «мадьяры»)) — язык венгров, принадлежащий к финно-угорской ветви языков (уральская языковая семья), внутри которой он, вместе с мансийским и хантыйским языками, составляет угорскую группу. Общее число носителей на 2023 год — около 14 млн человек; это самый распространённый на сегодняшний день финно-угорский и уральский язык.
Кроме Венгрии, где он является государственным, язык распространён в Румынии (Трансильвания), Словакии, Украине (Закарпатская область), Сербии (Воеводина); в меньшей степени — в Хорватии, Словении и Австрии (Бургенланд). В Европе отдалённо родственными ему языками являются финский и эстонский, однако до конца XIX века бесспорность принадлежности венгерского языка к финно-угорским подвергалась сомнению. С другой стороны, большее количество общих корней, чем в финском и эстонском, обнаруживается в языках проживающих на территории России финно-угорских народов — коми, марийском, мордовских и удмуртском.
Является по большей части синтетическим агглютинативным языком. Отличается большим количеством падежей и наличием притяжательных аффиксов. В фонетике ему, как и многим другим финно-угорским языкам, свойственна гармония гласных; кроме того, гласные отличаются по долготе. На венгерский язык долгое время влияли тюркские и соседние индоевропейские (особенно славянские) языки, что заметно в его сегодняшнем словарном составе, содержащем большое количество заимствований из этих языков.
Записывается при помощи латиницы, ранее для его записи использовались также венгерские руны.

## Родственные связи
Венгерский язык относится к уральской языковой семье и родственен таким языкам, как например финский, мордовские, коми и, более отдалённо, ненецкий. Впервые его связь с другими языками этой семьи была замечена в 1670-х годах, а существование этой семьи было установлено в 1717 г. Венгерский язык, вместе с хантыйским и мансийским языками Сибири, составляет угорские языки (взаимопонятность между ними сегодня, однако, полностью отсутствует), хотя его включение в эту ветвь на протяжении истории и подвергалось сомнению; некоторые языковеды считали, что венгерский язык является частью тюркской языковой семьи, а не уральской.

## Положение и количество носителей

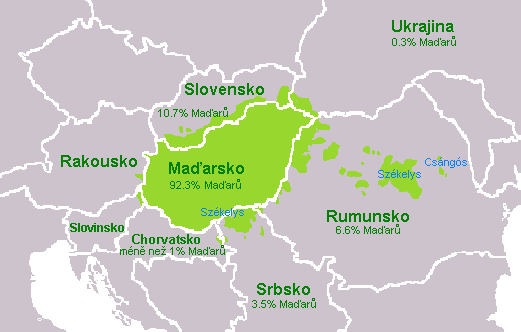
Карта распространения венгерского языка

На венгерском языке говорит на 2023 год всего около 14 млн человек, из которых больше 9,8 млн проживает в Венгрии. Согласно переписи 2011 года, 9 896 333 человек (99,6 % от всего населения Венгрии) говорило на нём в этой стране, из которых 9 827 875 — в качестве первого языка, и 68 458 — в качестве второго языка.
За пределами Венгрии наибольшее количество венгров живёт в Трансильвании (Румыния), где их около 1,25 млн; в 2021 г. там было 1 038 806 говорящих по-венгерски. Большие венгроязычные сообщества есть в Словакии (422 065 в 2021 г.), Сербии (241 164 в 2011 г., главным образом в Воеводине) и на Украине (149 000 в 2001 г., главным образом в Закарпатской области); носители языка также проживают в Словении, Австрии (40 583 в 2011 г., Бургенланд), Германии (217 000 в 2023 г.) и Хорватии. Кроме этих мест, в мире живёт ещё около миллиона говорящих по-венгерски: например, в США проживает больше 100 000 говорящих.

### Положение
Венгерский — государственный язык Венгрии и таким образом один из официальных языков Европейского союза. Это также один из официальных языков Воеводины (Сербия) и трёх общин Словении: Ходош, Добровник и Лендава. Он признан языком меньшинства в Австрии, Хорватии, Румынии, Закарпатской области Украины и в Словакии. В Румынии язык используется в делопроизводстве в тех поселениях и общинах, где венгры составляют больше 20 % населения.

### Диалекты
Всего в венгерском языке выделяется десять диалектов; все они проявляют высокую степень взаимопонятности, кроме диалекта чангошей в Румынии, который заметно отличается от остальных.
Различием может служить, например, то, что некоторые диалекты отличают гласные звуки /ɛ/, /eː/ и /e/ (в литературном языке есть только /ɛ/ и /eː/), и в диалектных письменных работах гласный /e/ иногда обозначается при записи знаком ⟨ë⟩. Таким образом, в этих диалектах слово mentek может быть записано как mëntëk [ˈmentek] «вы идёте», mëntek [ˈmentɛk] «они пошли», mentëk [ˈmɛntek] «я спасаю» и mentek [ˈmɛntɛk] «они освобождены», все с разным произношением и значением, в то время как в литературном языке первые три сливаются в [ˈmɛntɛk], а четвёртое выглядит как mentesek.
В северных диалектах сохраняется фонема /ʎ/, обозначаемая диграфом ly.

## История
В настоящее время исследования подтверждают, что уральские языки, к которым относится и венгерский, как семья зародились в Восточной или Центральной Сибири, между реками Обь и Енисей или вблизи Саянских гор недалеко от современной российско-монгольской границы.
Венгерский язык — один из немногих неиндоевропейских языков современной Европы со значительным количеством говорящих. Согласно учёным, он отделился от других угорских в первую половину I тысячелетия до нашей эры. В 900—1000 годах н. э. венгерские племена, переселившиеся из Сибири и Урала, заселили среднедунайскую равнину, а также Прикарпатье (Трансильванию), где осели близкие венграм секеи и чангоши. В отличие от мигрировавших по равнине за три-четыре века до этого славянских племён, венгерское вторжение было относительно поздним и носило довольно воинственный характер, осуществляясь в условиях острой конкуренции за ресурсы со славянами (с севера и юга), с немцами (на западе) и валахами (румынами) на востоке. В ходе контактов с этими народами венгры, как и валахи (румыны), переняли много славянских лексических заимствований, составляющих около пятой части всей лексики современного венгерского языка. В XII—XIII веках Венгерское королевство окончательно подчинило ряд славянских земель.
Поражение Венгрии в войне с Турцией в 1526 году привело к церковному разброду и Венгерской реформации, которая продлилась полтора века. Реформация, в свою очередь, привела к возникновению и росту печатной литературы на венгерском языке, бо́льшая часть которой публиковалась с целью оспорить те или иные католические постулаты. Известный деятель реформации Матьяш Деваи выпустил первый печатный труд на венгерском языке — «Венгерскую орфографию».
В промежуток между 1541 и 1699 годами значительная часть венгров проживало в условиях турецкого господства. Тюркское влияние в венгерском языке, где уже до этого имелся заметный тюркский субстрат, стало по этой причине ещё более заметным. Трансильвания осталась полунезависимой; в ней в большом количестве писалась и выпускалась венгерская протестантская литература. Наконец, небольшая часть венгерских земель находилось под властью австрийской короны.
После включения в состав Австрийской империи и последовавших сразу после этого репрессий против протестантов венгерский язык испытал сильное немецкое влияние, но постепенно восстановил господствующие позиции в качестве единственного официального языка Транслейтании (венгерской части Австро-Венгрии). 1867—1918 года по праву можно считать «золотым веком» венгерского языка, ибо он служил лингва франка на обширных пространствах Центральной Европы от Карпат до Адриатического моря. Заметно увеличилась доля владеющих венгерским как в качестве первого, так и второго языка (среди невенгров показатель владения им вырос с 5,6 % в 1880 году до 15,3 % в 1915). Многие города Трансильвании стали почти полностью венгроязычными (например, Клуж-Напока, или, по-венгерски, Коложвар). На венгерский язык перешли многие евреи, немцы и цыгане в Венгрии, в том числе трансильванские саксы; в меньшей степени — другие народы, такие как румыны, словаки, сербы и хорваты, русины и словенцы.
Тем не менее ассимиляция этих народов была затруднена сильным отличием венгерского языка от языков соседних народов, а также его стремлением создавать собственную лексику вместо введения заимствованных слов. К концу XIX века усилились ассимиляционное давление и гонения на местные национальные языки меньшинств королевства со стороны венгерской верхушки. Трианонский договор привёл к значительному сокращению собственно венгерской территории. После 1918 года в целом наблюдается значительное сокращение использования венгерского языка за пределами Венгрии в её современных границах — главным образом, в Словакии, Закарпатье, Трансильвании и Воеводине.

### Венгерская литература
Первый дошедший до нас письменный памятник на венгерском языке — «Надгробная речь и молитва» — был написан приблизительно в 1200 году монахом-бенедиктинцем поверх страницы латиноязычного сборника молитв. Затем, около 1300 года, появилось первое стихотворение на венгерском языке — «Плач Марии», которое является переводом на венгерский с латинского языка. До 2-й половины XVI века для записи текстов венгры пользовались в основном латинским и немецким языками, однако с пробуждением национального самосознания в XVI и XVII вв. они всё большее предпочтение отдают родному языку.

## Письменность

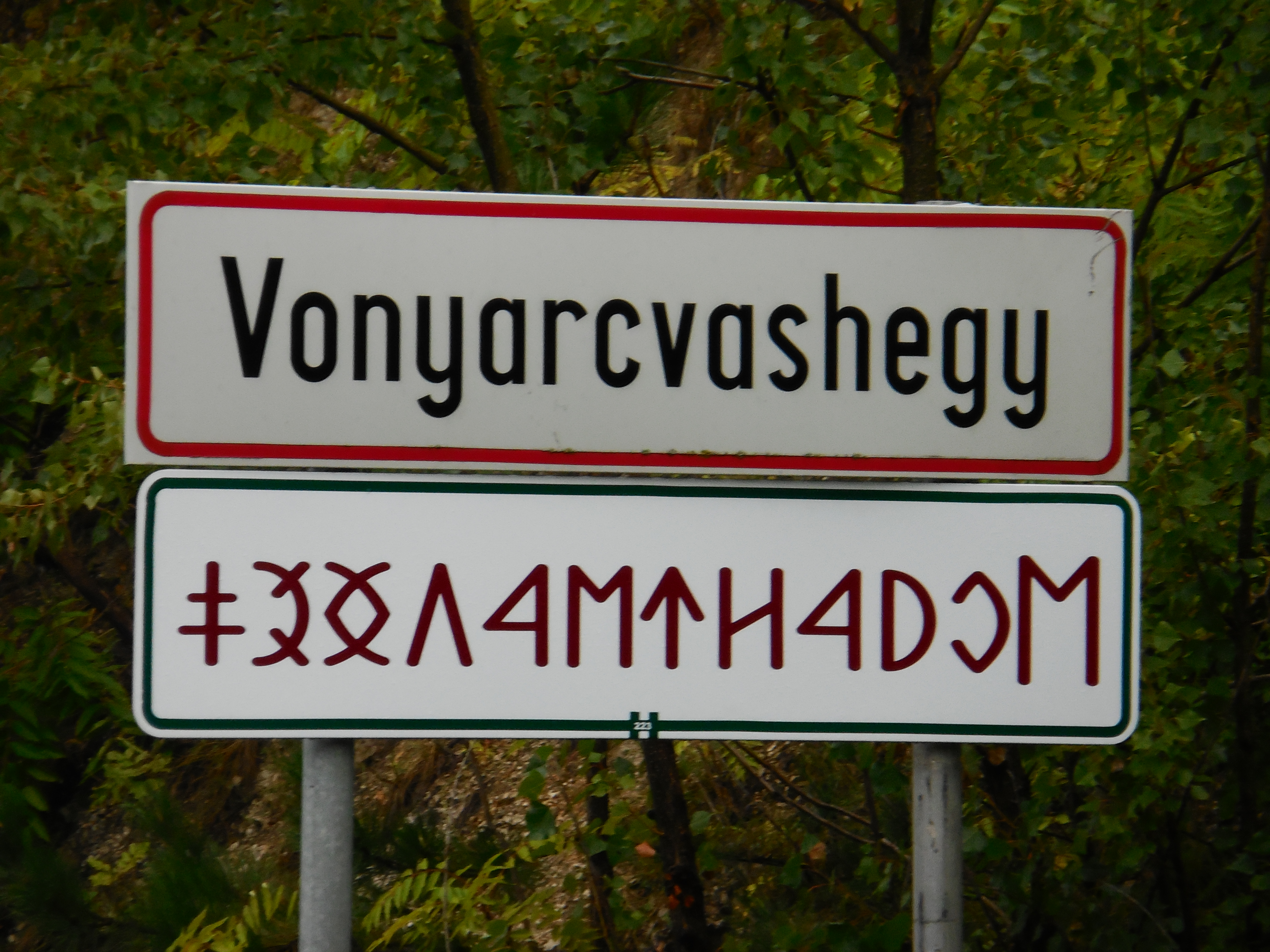
Дорожный указатель на въезде в город Вонярцвашхедь (Венгрия), продублированный рунически

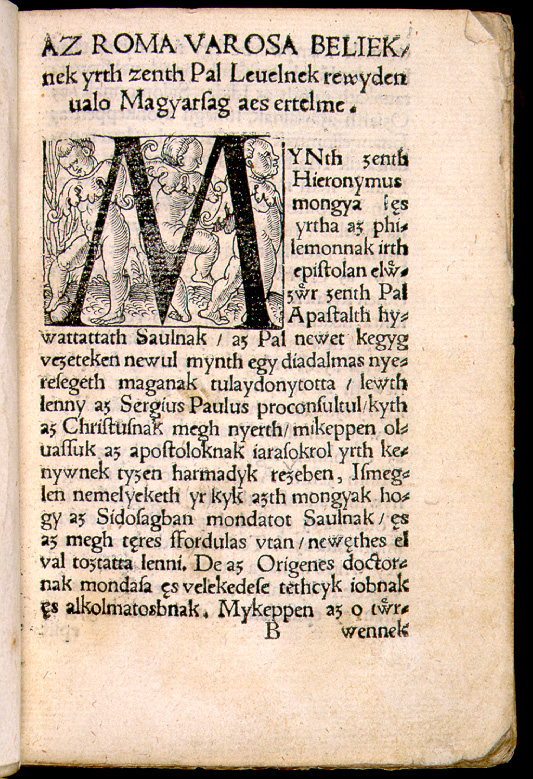
Страницы первой книги, написанной полностью на венгерском языке в 1533 г.

Современный венгерский язык использует латиницу. Согласно общему мнению, переход на латинское письмо был обусловлен принятием венграми христианства. Известно, что до этого использовались венгерские руны (rovás írás, роваш ираш), о чём свидетельствуют найденные на территории компактного проживания венгерского этноса секеи (székelyek) в конце прошлого столетия артефакты.

### Алфавит
| Буква                                             | Название    | Фонема                          |
| ------------------------------------------------- | ----------- | ------------------------------- |
| A a                                               | a           | [ɒ]                             |
| Á á                                               | á           | [a:]                            |
| B b                                               | bé          | [b]                             |
| C c                                               | cé          | [ʦ]                             |
| Cs cs                                             | csé         | [ʧ]                             |
| D d                                               | dé          | [d]                             |
| Dz dz                                             | dzé         | [ʣ]                             |
| Dzs dzs                                           | dzsé        | [ʤ]                             |
| E e                                               | e           | [ɛ]                             |
| É é                                               | é           | [eː]                            |
| F f                                               | ef          | [f]                             |
| G g                                               | gé          | [g]                             |
| Gy gy                                             | gyé         | [ɟ]                             |
| H h                                               | há          | [h]                             |
| I i                                               | i           | [i]                             |
| Í í                                               | í           | [iː]                            |
| J j                                               | jé          | [j]                             |
| K k                                               | ká          | [k]                             |
| L l                                               | el          | [l]                             |
| Ly ly                                             | el ipszilon | [j], [ʎ] (в северных диалектах) |
| M m                                               | em          | [m]                             |
| N n                                               | en          | [n]                             |
| Ny ny                                             | eny         | [ɲ]                             |
| O o                                               | o           | [o]                             |
| Ó ó                                               | ó           | [oː]                            |
| Ö ö                                               | ö           | [ø]                             |
| Ő ő                                               | ő           | [øː]                            |
| P p                                               | pé          | [p]                             |
| R r                                               | er          | [r]                             |
| S s                                               | es          | [ʃ]                             |
| Sz sz                                             | esz         | [s]                             |
| T t                                               | té          | [t]                             |
| Ty ty                                             | tyé         | [c]                             |
| U u                                               | u           | [u]                             |
| Ú ú                                               | ú           | [u:]                            |
| Ü ü                                               | ü           | [y]                             |
| Ű ű                                               | ű           | [y:]                            |
| V v                                               | vé          | [v]                             |
| Z z                                               | zé          | [z]                             |
| Zs zs                                             | zsé         | [ʒ]                             |
| Только для записи слов иностранного происхождения |             |                                 |
| Q q                                               | kú          |                                 |
| W w                                               | dupla vé    |                                 |
| X x                                               | iksz        |                                 |
| Y y                                               | ipszilon    |                                 |

- dz, dzs, q, w, x встречаются преимущественно в словах иностранного происхождения: dzsungel «джунгли», whisky «виски»[28].
- Если рядом стоят два гласных звука, между ними может вставляться [j]: tea [teja] «чай»[28].
- Сочетание ssz передаёт звук [s:] (долгий [s]).

## Лингвистическая характеристика

### Фонетика и фонология

#### Гласные

Гласные звуки венгерского языка

В венгерском языке 14 гласных звуков. Дифтонгов нет (в отличие от, например, родственного ему финского языка), однако присутствуют дифтонгоиды (в частности, ó, ő, ű могут произноситься с призвуком u; é — с призвуком i). Нет также и редуцированных звуков. Гласные в венгерском языке произносятся чётче, чем в русском; слоги звучат более отчётливо. В целом, венгерский язык отличается чёткой, сильной артикуляцией.
Различаются краткие (a, e, i, o, ö, u, ü) и долгие (á, é, í, ó, ő, ú, ű) гласные, причём иногда слова, которые различаются лишь долготой гласных, имеют совершенно разные значения, например: vad «дикий» — vád «обвинение»; tör «ломает» — tőr «кинжал»; agy «мозг» — ágy «кровать». Пары гласных a / á и e / é различаются не только по долготе, но и по подъёму (иначе, «закрытости» гласных).
Различаются гласные заднего (a, á, o, ó, u, ú) и переднего (e, é, i, í, ö, ő, ü, ű) рядов, причём по этому признаку все гласные слова должны быть однородны (так называемое свойство сингармонизма по ряду, индоевропейским языкам несвойственное): barnulásotokról «о вашем загаре», zöldülésetekről «о вашем позеленении», в связи с чем большинство суффиксов существует, по крайней мере, в двух вариантах.
Венгерский язык имеет фонему a — /ɒ/, обнаруживающуюся также в татарском и, в долгом варианте, в персидском языках; она может представлять затруднения для иностранцев, изучающих венгерский язык. Артикуляционно она близка к такому же звуку в современном татарском языке, однако там [ɒ] появляется лишь как вариант фонемы в определённых условиях (например, первый слог или первый из нескольких звуков а в слове), в то время как в венгерском это постоянная фонема. Некоторые исследователи (Габдулхай Ахатов, Рона-Таш, Людмила Аюпова) считают её «остаточным явлением», унаследованным от нахождения правенгерского языка в поволжском (волго-камском) языковом союзе.
| Фонема | Пример | Пример   | Пример             | Перевод   |
| /ɒ/    | hat    | /hɒt/    | МФА: /hɒt/о файле  | шесть     |
| (/ɒː/) | a      | /ɒː/     | МФА: /ɒː/о файле   | буква А   |
| (/a/)  | Svájc  | /ʃvajt͡s/ |                    | Швейцария |
| /aː/   | lát    | /laːt/   | МФА: /laːt/о файле | видеть    |
| /o/    | ok     | /ok/     | МФА: /ok/о файле   | причина   |
| /oː/   | tó     | /toː/    | МФА: /toː/о файле  | озеро     |
| /u/    | fut    | /fut/    | МФА: /fut/о файле  | бегать    |
| /uː/   | kút    | /kuːt/   | МФА: /kuːt/о файле | колодец   |
| /ɛ/    | lesz   | /lɛsː/   | МФА: /lɛsː/о файле | будет     |
| (/ɛː/) | e      | /ɛː/     | МФА: /ɛː/о файле   | буква E   |
| /eː/   | rész   | /reːs/   | МФА: /reːs/о файле | часть     |
| /i/    | visz   | /vis/    |                    | нести     |
| /iː/   | víz    | /viːz/   | МФА: /viːz/о файле | вода      |
| /ø/    | sör    | /ʃør/    | МФА: /ʃør/о файле  | пиво      |
| /øː/   | bőr    | /bøːr/   | МФА: /bøːr/о файле | кожа      |
| /y/    | üt     | /yt/     | МФА: /yt/о файле   | бить      |
| /yː/   | tűz    | /tyːz/   | МФА: /tyːz/о файле | огонь     |

#### Согласные
Консонантизм венгерского языка отличается использованием мягких согласных звуков (ny [н'], ty [т'], gy [д']), неаспирированных взрывных согласных и возможностью сочетания твёрдых согласных с гласными переднего ряда (то есть возможны сочетания ne, ti и т. д., а не только nye, tyi — в противоположность, например, русскому языку, где сочетания «де», «те», «не», «ле» произносятся почти всегда мягко).
|                       | Губные | Губные | Переднеязычные | Переднеязычные | Постальвеолярные | Постальвеолярные | Палатальные | Палатальные | Заднеязычные | Заднеязычные | Глоттальные | Глоттальные |
| --------------------- | ------ | ------ | -------------- | -------------- | ---------------- | ---------------- | ----------- | ----------- | ------------ | ------------ | ----------- | ----------- |
| Носовые               |        | m      |                | n              |                  |                  |             | ɲ           | ŋ            | ŋ            |             |             |
| Взрывные              | p      | b      | t              | d              |                  |                  | c           | ɟ           | k            | ɡ            |             |             |
| Аффрикаты             |        |        | t͡s             | d͡z             | t͡ʃ               | d͡ʒ               |             |             |              |              |             |             |
| Щелевые               | f      | v      | s              | z              | ʃ                | ʒ                | ç ʝ         | ç ʝ         | x            | x            | h           | ɦ           |
| Дрожащие              |        |        |                | r              |                  |                  |             |             |              |              |             |             |
| Аппроксиманты         |        |        |                | l              |                  |                  |             | j           |              |              |             |             |
| Боковые аппроксиманты |        |        |                |                |                  |                  | (ʎ)         | (ʎ)         |              |              |             |             |

Согласные звуки, как и гласные, могут иметь долгие соответствия: lassú [ˈlɒʃːuː] «медленный»; долгота согласных может быть смыслоразличительной: utazunk «мы путешествуем», изъявительное наклонение — utazzunk, сослагательное наклонение.
Как и в русском языке, в венгерском звонкий согласный перед глухим согласным превращается в глухой согласный, а глухой перед звонким — в звонкий: vesz belőle [vɛz‿bɛløːlɛ], nagyot dob [nɒɟod‿dob], hideg tél [hidɛk‿teːl]. Тем не менее, в отличие от русского языка, звонкий согласный на конце слова не оглушается.

#### Просодия
Ударение в венгерском языке — силовое, падающее всегда на первый слог (как и в некоторых других финно-угорских языках наподобие вепсского). Для русскоязычных может представлять затруднение независимость долготы гласных и ударения, потому может ошибочно показаться, что ударение иногда падает на середину или конец слова (в заимствованиях, пришедших в русский язык из венгерского, такой сдвиг ударения иногда возможен: Балато́н вместо исходного Ба́латон и т. п.).

### Морфология
Венгерский язык является по большей части синтетическим языком. Агглютинативность даёт возможность накопления аффиксов внутри слова; грамматический род отсутствует. Имеются определённый и неопределённый артикли.
Основные черты его грамматики следующие:
- Язык обладает системой притяжательных суффиксов, примыкающих к именам (так называемое «притяжательное склонение имён», также свойственное тюркским, тунгусо-маньчжурским и некоторым монгольским языкам): könyvem «моя книга»; könyved «твоя книга»; könyve «его/её книга».
- В современном языке употребляется только два глагольных времени — настоящее и прошедшее. Для выражения будущего времени используется глагол совершенного вида в настоящем времени или конструкция со вспомогательным глаголом fog. В диалектах встречаются архаичные формы прошедшего времени: например, mondta volt (Трансильвания). Отсутствует глагол владения «иметь», свойственный языкам индоевропейской семьи, вместо него употребляется сочетание с глаголом «быть», подобное русскому «у меня есть».
- Различается два спряжения глаголов, в зависимости от наличия и определённости объекта в предложении: Olvasom a könyvet («Я читаю (определённую) книгу»), Olvasok («Я читаю»), Olvasok egy könyvet. («Я читаю (какую-то) книгу»). Исходной формой глагола считается форма единственного числа третьего лица. Инфинитив может иметь притяжательную форму (látnom, látnod, látnia и т. д.).
- Множественное число существительных, в зависимости от гласных в слове, образуется при помощи окончаний -k, -ok, -ak и -ek: erdő «лес» — erdők «леса́»; madár «птица» — madarak «птицы»; férfi «мужчина» — férfiak «мужчины»; város «город» — városok «города́»; ember «человек» — emberek «люди».
- Система падежей очень развита. Венгерские прилагательные, выступающие в предложении в роли определения, в отличие от, например, прибалтийско-финских, по падежам не изменяются. Вследствие сингармонизма имеется несколько фонетических вариантов одной и той же морфемы — как в случае корней слов, так и в области богатой системы суффиксов (точнее, аффиксов). Примеры: falon «на стене»; képen «на картине»; tükrön «на зеркале».

#### Существительное

##### Падежи
В венгерском языке очень развито склонение существительного по падежам. Есть падежи, употребляющиеся со всеми словами, и падежи, употребляющиеся с ограниченным числом слов.
Во множественном числе сначала добавляется показатель числа, а затем падежа (показатели во множественном числе те же).
Пример склонения по всем падежам:
| Падеж                    | Аффиксы падежа     | Значение падежа        | Пример в ед. ч. | Пример во мн. ч. | Перевод           | Предложения                                                                                        |
| ------------------------ | ------------------ | ---------------------- | --------------- | ---------------- | ----------------- | -------------------------------------------------------------------------------------------------- |
| Номинатив                | -                  | подлежащее (субъект)   | ház             | házak            | «дом»             | Еz a ház magas. — «Этот дом высокий»                                                               |
| Аккузатив                | -t/-at/-ot/-et/-öt | прямое дополнение      | házat           | házakat          | «дом»             | Vettem egy házat. — «Я купил дом»                                                                  |
| Инессив                  | -ban/-ben          | (где? в чём?) в…       | házban          | házakban         | «в доме»          | A család egy szép házban lakik. — «Семья живёт в красивом доме»                                    |
| Иллатив                  | -ba/-be            | (куда? во что?) в…     | házba           | házakba          | «в дом»           | Lépj be a házba! — «Войди в дом!»                                                                  |
| Суперессив               | -n/-on/-en/-ön     | (где?) на…             | házon           | házakon          | «на доме»         | A házon meglátszott az idő vasfoga. — «Следы времени остались на доме»                             |
| Сублатив                 | -ra/-re            | (куда?) на…            | házra           | házakra          | «на дом»          | Egy fehér galamb szállt a házra. — «Белый голубь сел на дом»                                       |
| Адессив                  | -nál/-nél          | (где?) у…              | háznál          | házaknál         | «у дома»          | Megálltunk a háznál. — «Мы остановились у дома»                                                    |
| Аллатив                  | -hoz/-hez/-höz     | (куда?) к…             | házhoz          | házakhoz         | «к дому»          | Odamentek a házhoz. — «Они подошли к дому»                                                         |
| Элатив                   | -ból/-ből          | (откуда?) из…          | házból          | házakból         | «из дома»         | Kisétált a házból. — «Он вышел из дома»                                                            |
| Делатив                  | -ról/-ről          | (откуда?) с…           | házról          | házakról         | «с дома»          | A házról levették a zászlót. — «С дома сняли флаг»                                                 |
| Делатив                  | -ról/-ről          | (о чём?) о…            | házról          | házakról         | «о доме»          | Sokat mesélt a házról. — «Она много рассказывала о доме»                                           |
| Аблатив                  | -tól/-től          | (откуда?) от…          | háztól          | házaktól         | «от дома»         | A háztól nem messze egy kutat találtam. — «Недалеко от дома я нашёл колодец»                       |
| Датив                    | -nak/-nek          | (кому?)                | háznak          | házaknak         | «дому»            | Búcsút intett a szülői háznak. — «На прощание он помахал рукой родительскому дому»                 |
| Генетив                  | -nak a/-nek a      | (чей?)                 | háznak a        | házaknak a       | «дома»            | Ennek a háznak a fala is üvegből volt. — «Даже стены этого дома были из стекла»                    |
| Терминалис               | -ig                | (до чего/скольки?) до… | házig           | házakig          | «до дома»         | Két és fél kilométer az iskolától a házig. — «От школы до дома — два с половиной километра»        |
| Инструменталис-комитатив | -val/-vel          | (чем? с чем?) с…       | házzal          | házakkal         | «с домом»         | Mi legyen a házzal? — «Что делать с домом?»                                                        |
| Эссив-формалис           | -ként              | в качестве…, как…      | házként         | házakként        | «в качестве дома» | Ez a nyaraló családi házként van nyilvántartva. — «Эта дача зарегистрирована как семейный дом»     |
| Транслатив-фактив        | -vá/-vé            | (во что?)              | házzá           | házakká          | «в дом»           | Közösségi házzá alakult át az egykori mozi. — «Бывший кинотеатр преобразовался в общественный дом» |
| Каузалис-финалис         | -ért               | (для чего? за что?)    | házért          | házakért         | «за дом»          | Mennyit fizettél a házért? — «Сколько ты платил за дом?»                                           |

| Падеж                  | Аффиксы падежа | Значение падежа  | Пример      | Перевод               | Предложения |
| ---------------------- | -------------- | ---------------- | ----------- | --------------------- | --- |
| Эссив-модалис          | -ul/-ül        | как?             | magyarul    | «по-венгерски»        | Hogy van ez magyarul? — «Как это будет по-венгерски?»                                                             |
| Формалис               | -képp(en)      | (каким образом?) | másképpen   | «другим способом»     | Én másképpen oldanám meg a feladatot. — «Я бы решил задачу по-другому»                                            |
| Темпоралис             | -kor           | (когда?) в…      | tízkor      | «в десять часов»      | A vonat tízkor érkezik. — «Поезд прибывает в 10 часов»                                                            |
| Социатив               | -stul/-stül    | вместе с…        | családostul | «вместе с семьёй»     | Családostul költözött külföldre a magyar hegedűművész. — «Венгерский скрипач переехал за границу вместе с семьёй» |
| Дистрибутив            | -nként         | в каждый…        | fejenként   | «на каждого, на душу» | A rafting ára fejenként 12000 Ft. — «Стоимость рафтинга — 12000 форинтов с человека»                              |
| Дистрибутив-темпоралис | -nta/-nte      | еже-, каждый…    | havonta     | «ежемесячно»          | A folyóirat havonta jelenik meg. — «Журнал выходит ежемесячно»                                                    |
| Локатив                | -tt            | (где?) в…        | Pécsett     | «в Пече»              | Felhőszakadás volt Pécsett és Pétervárott. — «В Пече и Санкт-Петербурге прошёл проливной дождь»                   |

При склонении могут происходить изменения внутри основы существительного: madár «птица» — madarat «птицу», ló «лошадь» — Látok egy lovat «Я вижу лошадь» (в односложных словах в основе часто появляется -v-).
Падежные показатели могут использоваться отдельно в качестве изменяемых по лицам и числам предлогов, как например показатель инструменталиса-комитатива -val / -vel: velem «со мной», veled «с тобой», vele «с ним, с ней», velünk «с нами», veletek «с ними», velük «с ними».

##### Число
В венгерском языке два числа — единственное и множественное. Показатель множественного числа — -k; в таком виде он присоединяется к существительным, заканчивающимся на гласный звук. Если слово заканчивается на -a или -e, эти гласные становятся долгими -á- и -é-: fa «дерево» — fák «деревья».
К словам, заканчивающимся на согласный звук, показатель присоединяется с помощью соединительного гласного, в соответствии с правилами гармонии гласных.
- Для слов с гласными заднего ряда это обычно -o- (ablak «окно» — ablakok «окна»), однако есть много исключений, когда таковым является -a- (ház «дом» — házak «дома́»)[39].
- В словах с гласными переднего ряда соединительным гласным выступает -e-: ember «человек» — emberek «люди»[39].
- В многосложных словах, в последнем слоге которых есть ö, ő, ü или ű, соединительным гласным является -ö-: görög «грек» — görögök «греки»[39].

Иногда долгий гласный при образовании множественного числа сокращается: nyár «лето» — nyarak «лета». В других случаях гласные могут выпадать: bokor «куст» — bokrok «кусты». Есть полные исключения по способу образования множественного числа: szó «слово» — szavak «слова».

##### Артикль
Определённый артикль в венгерском языке — a, употребляющийся перед словами, начинающимися с гласного звука, и az, употребляющийся со словами, начинающимися с согласного звука. Он никогда не несёт ударения. Неопределённым артиклем может выступать числительное egy «один»: egy ember «(какой-то) человек».
Собственные имена и названия континентов, стран и поселений употребляются в этом языке без артикля; другие географические названия употребляются с определённым артиклем.

##### Притяжательные суффиксы и обладание
В венгерском языке широко представлены притяжательные суффиксы, присоединяющиеся чаще всего к существительным и указывающие на лицо и число обладателя. Они сочетаются с артиклями.
Один обладатель:
| Единственное число | Значение | Лицо | Множественное число       | Значение |
| ------------------ | -------- | ---- | ------------------------- | -------- |
| -m/-om/-am/-em/-öm | «мой»    | 1    | -im/-aim/-eim/-jaim/-jeim | «мои»    |
| -d/-od/-ad/-ed/-öd | «твой»   | 2    | -id/-aid/-eid/-jaid/-jeid | «твои»   |
| -a/-e/-ja/-je      | «его/её» | 3    | -i/-ai/-ei/-jai/-jei      | «его»    |

Пример:
| Единственное число | Значение       | Лицо | Множественное число | Значение        |
| ------------------ | -------------- | ---- | ------------------- | --------------- |
| városom            | «мой город»    | 1    | városaim            | «мои города»    |
| városod            | «твой город»   | 2    | városaid            | «твои города»   |
| városa             | «его/её город» | 3    | városai             | «его/её города» |

Много обладателей:
| Единственное число                     | Значение | Лицо | Множественное число                      | Значение |
| -------------------------------------- | -------- | ---- | ---------------------------------------- | -------- |
| -nk/-unk/-ünk                          | «наш»    | 1    | ink/-aink/-eink/-jaink/-jeink            | «наши»   |
| -tok/-tek/-tök/-otok/-atok/-etek/-ötök | «ваш»    | 2    | itok/-itek/-aitok/-eitek/-jaitok/-jeitek | «ваши»   |
| -uk/-ük/-juk/-jük                      | «их»     | 3    | -ik/-aik/-eik/-jaik/-jeik                | «их»     |

Пример:
| Единственное число | Значение  | Лицо | Множественное число | Значение      |
| ------------------ | --------- | ---- | ------------------- | ------------- |
| városunk           | наш город | 1    | városaink           | «наши города» |
| városotok          | ваш город | 2    | városaitok          | «ваши города» |
| városuk            | их город  | 3    | városaik            | «их города»   |

Родительный падеж и глагол «иметь» как таковые отсутствуют, и принадлежность выражается с помощью притяжательных суффиксов, а также дательного падежа и глагола lenni «быть»:
- Van egy házad «У тебя есть дом» (буквально: „есть дом твой”),
- A gyerekeknek nincsenek kutyájuk «У детей нет собак» (буквально: „детям нет их собак”),
- Eszternek egy kutyá van «У Эстер есть собака».

##### Притяжательные суффиксы и инфинитив
Притяжательные суффиксы могут также в некоторых случаях присоединяться к инфинитиву глагола. К таковым относятся, например, предложения долженствования: kell menni «нужно идти» — (nekem) kell mennem «мне нужно идти», kell menned «тебе нужно идти», kell mennie «ему/ей нужно идти», kell mennünk «нам нужно идти», kell mennetek «вам нужно идти», kell menniük kell «им нужно идти». 

#### Прилагательное
Когда прилагательное является определением, оно не согласуется в числе с существительным, к которому относится, оставаясь неизменным: szép kert «красивый сад» — szép kertek «красивые сады». Если же оно входит в состав именного составного сказуемого, происходит его согласование с существительным-подлежащим: A kertek szépek «Сады (есть) красивые».
Некоторые прилагательные могут быть только определением и не могут стоять во множественном числе, как например kis «маленький».

#### Глагол
Венгерский глагол спрягается по лицам и числам, согласуясь с подлежащим. Имеется два разных вида спряжения, в зависимости от определённости дополнения, и два времени, образуемых синтетически, — настоящее и прошедшее; есть также аналитическое будущее время, суффиксы для выражения возможности и каузатива и отдельное спряжение для дополнения 2 лица единственного числа при подлежащем 1 лица ед. ч. (látlak «я вижу тебя»). Показателем инфинитива является -ni, но в словарях всегда указывается форма 3 л. ед. ч.

##### Время и спряжение
Личные окончания глагола в настоящем времени, если дополнение не является определённым, следующие (к ним также применимы правила гармонии гласных):
1. én «я» — o, ö, e + -k, mi «мы» — u, ü + -nk
2. te «ты» — -sz либо o, ö, e + -l (у глаголов с основой на -s, -sz, -z), ti «вы» — t- + o, e, ö + -k
3. в 3 л. ед. ч. нет окончания, во мн. ч. — -n + a, e + -k

Пример спряжения глаголов tudni «знать» и olvasni «читать»:
1. tudok, tudsz, tud, tudunk, tudtok, tudnak
2. olvasok, olvasol, olvas, olvasunk, olvastok, olvasnak

У глаголов с основой на долгий гласный +t и согласный +t, а также у некоторых глаголов с основой на два согласных, при спряжении может появляться соединительный гласный (в разговорной речи он нередко опускается): ért — értesz «понимаешь».
Есть разряд глаголов, имеющих в 3 л. ед. ч. окончание -ik: utazni «ездить» — utazik «ездит» — utazunk «ездим», érkezik «прибывает». У этих глаголов в 1 л. ед. ч. в первом виде спряжения допускается и окончание -k (больше свойственно разговорной речи), и окончание -m.
Личные окончания спряжения настоящего времени, когда дополнение является определённым:
1. én — -m, mi — -juk, -jük
2. te — -d, ti — -játok, -itek
3. ő — -ja, -i, ők — -ják, -ik

Глаголы с основой на -s, -sz и -z обычно имеют окончания -a (3 л. ед. ч.), -uk (1 л. мн. ч.), -átok (2 л. мн. ч.), -ák (3 л. мн. ч.) + удвоение согласного до окончания либо -i (3 л. ед. ч), -itek (2 л. мн. ч.), -ik (3 л. мн. ч) без удвоения.
Примеры:
- tudom, tudod, tudja, tudjuk, tudjátok, tudják
- olvasom, olvasod, olvassa, olvassuk, olvassátok, olvassák
- teszem (tenni «делать»), teszed, teszi, teszzük, teszitek, teszik.

Образование будущего времени возможно с помощью сочетания вспомогательного глагола fog и инфинитива.
1. Неопределённое спряжение: fogok, fogsz, fog, fogunk, fogtok, fognak.
2. Определённое спряжение: fogom, fogod, fogja, fogjuk, fogjátok, fogják.

Если у глагола есть приставка, она отделяется: bemenni «входить» — be fogok menni «я войду». 

##### Глагол-связка
Глагол-связка lenni «быть» имеет разные основы во всех временах; в прошедшем времени он может быть двух видов: со значением пребывания и становления.
| Настоящее время | Прошедшее время (пребывание) | Прошедшее время (становление) | Будущее время |
| --------------- | ---------------------------- | ----------------------------- | ------------- |
| én vagyok       | voltam                       | lettem                        | leszel        |
| te vagy         | voltál                       | lettél                        | leszel        |
| van             | volt                         | lett                          | lesz          |
| mi vagyunk      | voltunk                      | lettünk                       | leszünk       |
| vagytok         | voltatok                     | lettetek                      | lesztek       |
| vannak          | voltak                       | lettek                        | lesznek       |

В настоящем времени в отрицании от выглядит как nincs для единственного числа и nincsenek для множественного.

##### Выражение возможности
Для выражения возможности или разрешения в венгерском языке существует особое спряжение, показателем которого является суффикс -hat/-het:
- ül «сидеть»

| ülhetek «я могу сидеть» | ülhetsz «ты можешь сидеть» | ülhet «он/она может сидеть» | ülhetünk «мы можем сидеть» | ülhettek «вы можете сидеть» | ülhetnek «они могут сидеть» |

##### Каузатив
Каузативные глаголы (принуждение кого-то к действию) в венгерском языке образуются с помощью суффикса -(t)at:
- mos «мыть» — masat «заставить мыть» (mosatok «я заставляю мыть»);
- hív «звать» — hívat «заставить позвать» (hívatsz «ты заставляешь позвать»);
- olvas «читать» — olvastat «заставить прочитать» (olvastatnak «они заставляют читать»).

##### Причастие
Действительные причастия настоящего времени образуются путём показателя ó/ő: lát «видеть» — látó «видящий». Окончания причастия присоединяются к основе инфинитива: emlékszik «помнит» — emlékezni «помнить» — emlékező «помнящий».
Образование страдательного причастия прошедшего времени совпадает с образованием прошедшего времени 3 л. ед. ч., путём показателя -(t)t: nyit «открывать» — nyitot «открытый».

##### Деепричастие
Деепричастия образуются с помощью показателя -va/-ve: mosolyog «улыбаться» — mosolyogva mentem el «я ушёл, улыбаясь». 

#### Местоимение
Указательные местоимения согласуются с определяемым в числе и падеже: ez a ház «это дом» — ezek a házak «это дома», ehhez a házhoz «к этому дому». Они сочетаются с артиклями.

#### Наречие
Самые частые показателя наречия — -an/-en и -ul/-ül. Примеры: 
- gyors «быстрый» — gyorsan «быстро»,
- könnyű «лёгкий» — könnyen «легко»,
- rossz «плохой» — rosszul «плохо»,
- lassú «медленный» — lassan «медленно» (при образовании наречий конечные гласные могут выпадать[56]).

#### Числительное
Венгерские числительные: 1 — egy, 2 — kettő, 3 — három, 4 — négy, 5 — öt, 6 — hat, 7 — hét, 8 — nyolc, 9 — kilenc, 10 — tíz, 20 — húsz, 100 — száz, 1000 — ezer.
В венгерском языке числительное «два» может быть выражено двумя разными словами: kettő и két; первое используется тогда, когда числительное идёт без определяемого слова, а второе — когда оно сообщает о количестве чего-то: Hány óra? Kettő / Két óra «Который час? Два / Два часа».
Названия десятков образуются с помощью суффиксов -van, -ven: negyven «сорок».
После числительного или слова, заменяющего его (sok «много», néhány «несколько»), имя всегда стоит в единственном числе, даже если подразумевается множественное.

#### Послелог
Послелоги в венгерском языке в большинстве случаев сочетаются с именительным падежом: a fa alatt «под деревом». Есть те, что сочетаются с другими падежами: например, послелог túl «за пределами» сочетается с супереэссивом (окончания -n/-on/-en/-ön).

#### Союз
Союзы от вопросительных местоимений образуются с помощью приставки a-: hol? «где?» — ház, ahol lakom «дом, где я живу».

### Синтаксис
Обычный порядок слов в венгерском предложении — SVO (подлежащее — сказуемое — дополнение): Én megyek az iskolába «Я иду в школу», (Te) látod a madarat «Ты видишь птицу». Порядок слов зависит от того, на что в предложении ставится смысловое ударение; такие, выделяемые слова всегда располагаются перед глаголом: Az iskolába megyek én «В шко́лу я иду (а не куда-то ещё)». В венгерском языке одиночное существительное может выступать в роли сказуемого: Apám tanító («Мой отец — учитель»).
В третьем лице настоящего времени глагол-связка van «есть» выпадает, когда говорят, что кто-то или что-то кем-то является: István tanuló («Стёпа — ученик»), однако он не выпадает в том случае, когда утверждается о местонахождении кого-то или чего-то: Ő itt van «Он/Она находится здесь», Ők nincsenek itt «Их здесь нет».
Так как глагол несёт достаточно сведений о лице и числе подлежащего, личные местоимения употребляются редко.
В вопросительных предложениях вопросительное местоимение всегда стоит перед сказуемым: Hol van a könyv? «Где (есть) книга?».
Отрицание в венгерском языке — двойное: senki sem érti «никто не понимает».

### Лексика
В словарном составе венгерского языка обнаруживаются очень древние иранские заимствования, появившиеся, вероятно, незадолго после раскола праугорского языка. К таковым относятся, например, tehén «корова» (ср. авестийское daénu), tíz «десять» (авестийское dasa), tej «молоко» и nád «тростник».
С V по IX вв. н. э. венгерский язык испытал значительное влияние тюркских, а с IX века он начал подвергаться и славянскому влиянию. После принятия венграми христианства латынь стала официальным языком богослужения, поставляя в венгерский язык латинские и греческие заимствования. Наконец, в последние два столетия в венгерский язык начали проникать германизмы, галлицизмы и итальянские заимствования; в середине XX века — русизмы, с конца XX века — англицизмы и американизмы. Двигаясь через Урал, далее — по Русской равнине через Карпаты к территории современной Венгрии, правенгерские племена сталкивались с многочисленными славянскими народами и племенными группами, а также с тюрками и иранцами. Это нашло отражение в лексике венгерского языка: в нём сохранилось много тюркских и некоторое количество иранских заимствований; тем не менее, как и в географически близко расположенном румынском языке, наиболее многочисленны в нём славянизмы — их несколько тысяч. Итогом всего этого стал современный словарный состав венгерского языка, на 30 % состоящий из слов, происхождение которых точно не установлено, на 21 % — из исконной угро-финской лексики, на 20 % — из слов славянского происхождения, на 11 % — из немецких заимствований, на 9 % — из тюркских, на 9 % — латино-греческих, и на 1 % — из заимствований другого происхождения.
У славян были заимствованы такие слова, как например medve («медведь»), málna («малина»), mák («мак»), csinál «делать» (от „чин”), család «семья», csodás «красивый, чудесный» (от „чудо”), munka «работа» (от „му́ка”), terem «зал», szerensce «удача» (ср. хорватское sreća «счастье»), utca «улица», kemence «печь» (от „камень“). К славянским заимствованиям относится, в первую очередь, многочисленная лексика государственной и общественной жизни, термины земледелия и животноводства, рыболовства и охоты, названия ремёсел, разнообразная утварь жилища и домашнего хозяйства, предметы одежды, дни недели и т. д. Славянские заимствования, как правило, имеют неогублённую (сильную) «а» (á); в тюркских по происхождению словах «а» огублена (а).
К тюркским заимствованиям относятся такие слова, как например gyümölcsök («фрукты», ср. тур. yemiş, чув. ҫимӗҫ, тат. җимеш), alma («яблоко»), balta («топор»), búza («пшеница»), kender («конопля»), sör («пиво»), szakáll («борода», тат. сакал), tömény («концентрированный») и др. Бо́льшая часть таких заимствований обнаруживается в сельскохозяйственной терминологии. В венгерском языке есть, по крайней мере, два заметных пласта тюркской лексики: первый относится времени до X века, второй — к османской эпохе.
Примеры исконных когнатов в финском языке, тоже входящем в финно-угорскую ветвь уральской языковой семьи: én «я» — minä, szem «глаз» — silmä, kéz «рука» — käsi, orr «нос» — vuori «гора», hall «слышать» — kuulla, eszik «есть, кушать» — syödä, kér «просить» — kerjätä, hal «рыба» — kala, fa «дерево» — puu, világ «мир» — valo «свет», fiú «сын, мальчик» — poika, más «другой» — muu, mi? «что?» — mikä?.

#### Словообразование
Венгерский язык нередко использует сложные слова при словообразовании. Так, часто существительное, соединяясь с другим существительным, образует сложное слово, становясь определением (отымённым прилагательным): fa «дерево» — faágy «деревянная кровать», üveg «стекло» — üveg ajtó «стеклянная дверь». Для образования наименований людей женского пола используется слово nő «женщина»: tanító «учитель» — tanítónő «учительница».  
Для создания наименований деятелей также нередко используются действительные причастия: tanító «учитель» („обучающий“), újságíró «журналист» („пишущий новости“) и т. п.
Прилагательные, означающие принадлежность к месту или чему-то ещё, образуются с помощью суффикса -i: kert «сад» — kerti «садовый», történelem «история» — történelmi «исторический». Прилагательные со значением качества образуются при помощи суффикса -s: erö «сила» — erős «сильный», vajas kenyér «хлеб с маслом» („масляный хлеб“).
Суффиксы -és, -ás образуют существительные от глаголов, то есть субстантивируют их: pihen «отдыхать» — pihenés «отдых». Суффиксы -ság, -ség, кроме глаголов, субстантивирует также прилагательные: boldog «счастливый» — boldogság «счастье».
Очень распространено использование глагольных приставок: так, например, глагол oszt «делить» может быть изменён с помощью приставок, став beoszt, eloszt, feloszt, kioszt, kettéoszt, leoszt, megoszt, ráoszt, szétoszt, újraoszt или visszaoszt.
Часто венгерский язык предпочитает не заимствовать международные слова, а создавать собственные, зачастую путём словосложения: könyvtár «библиотека» („книга + склад”), színház «театр» („сцена + дом”), számítógép «компьютер» („считающая машина”), egyetem «университет», mozgókép «фильм» („движущееся изображение”), hullámlovaglás «сёрфинг» („волна + езда верхом”) zene «музыка» и т. п.

#### Венгерские слова в других языках
Некоторое количество венгерских слов попало в другие языки, где они широко используются: к таким относятся, например, слова русского языка «гуляш», «лечо», «сабля» и «гусар». Согласно одному из предположений, используемое в русском языке при телефонном разговоре слово «алло» происходит от венгерского hallom «слышу». Венгерским по происхождению, вероятно, является также слово «хата» (от корня, имеющегося в современном слове ház «дом»).
Заимствования из венгерского языка обнаруживаются в румынском — например, oraș «город» (от város). 